# Carilló

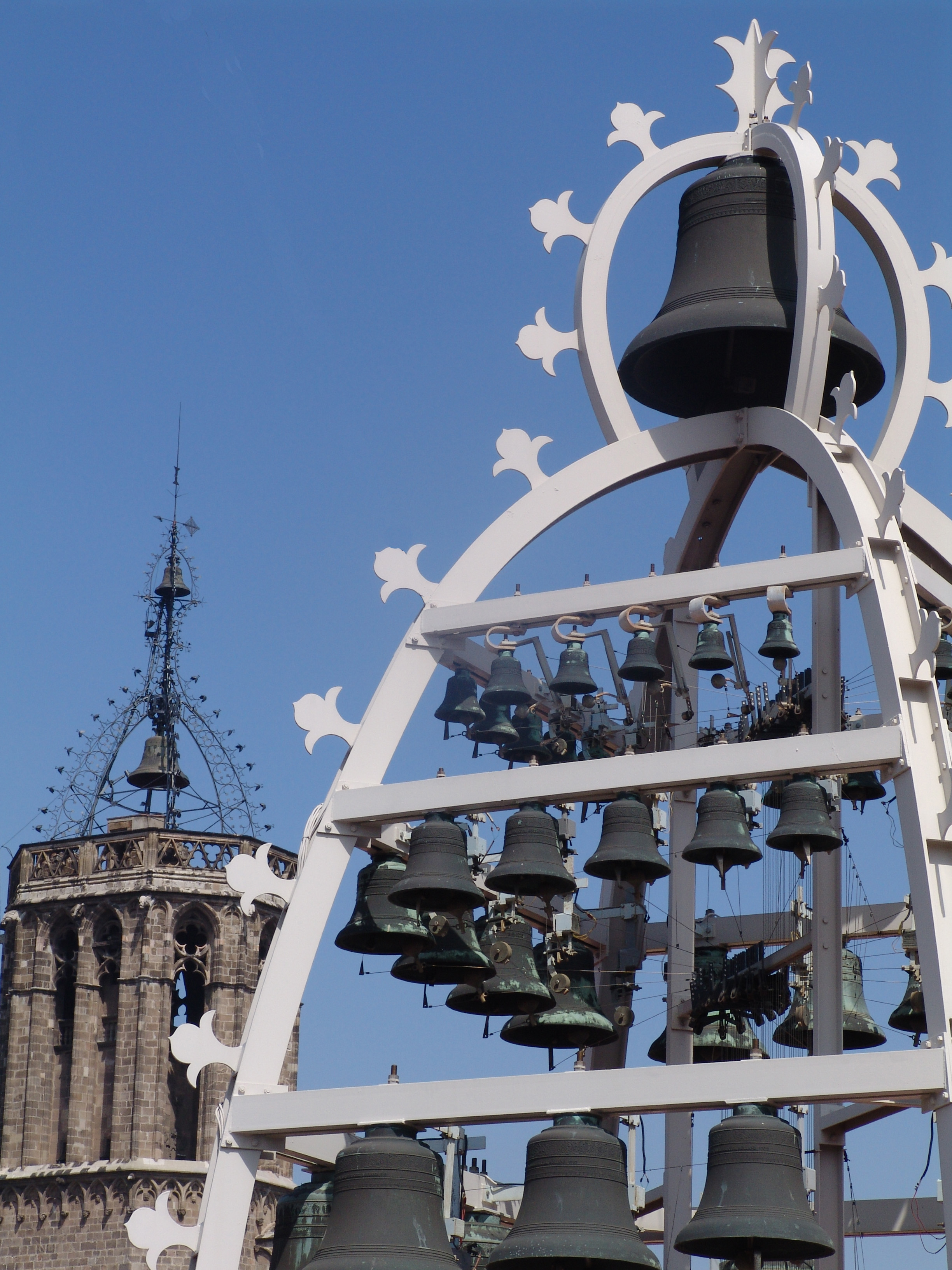
El carilló del Palau de la Generalitat.

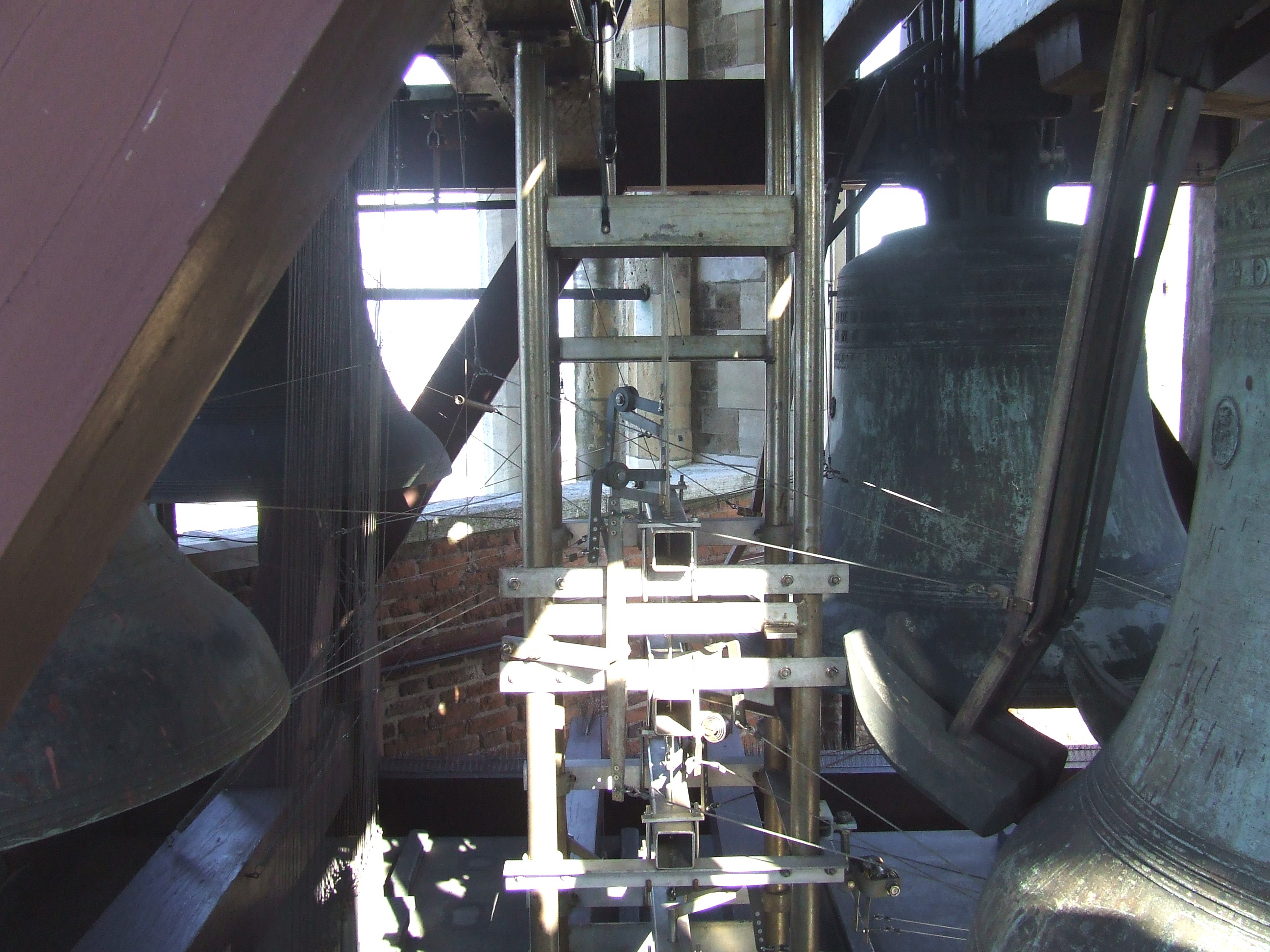
Carilló del campanar de la catedral d'Utrecht

Un carilló és un instrument de teclat que es troba en algunes esglésies, consistent en un teclat i un pedaler que fan sonar una sèrie de campanes. El seu tret més característic és el so de metall percutit, molt diferent. En accionar les tecles, cadascuna associada a una nota musical, es tensen unes cordes lligades als batalls que fan sonar les campanes. Segons la Federació Internacional de Carillons, aquest instrument ha de comptar com a mínim amb 23 campanes.
També ens podem referir com a carilló a un instrument musical de forma semblant a la dels instruments de la família del xilòfon però amb el component de les tecles metàl·liques i no de fusta. El seu so és semblant al dels carillons de les esglésies pel timbre metàl·lic resultant del material de les seves tecles, encara que en aquest cas s'acciona per la percussió directa amb una vaqueta.
Del carilló tradicional n'ha derivat el carilló automàtic.

## Etimologia i terminologia
La paraula carilló és un manlleu del francès que data de finals del segle xviii. Deriva del francès antic carignon (una alteració de quarregon) '. La paraula quarregon prové del llatí quaternionem '; de quater '. Sovint s'afirma que el terme «carilló» pot haver-se referit originalment a un conjunt de quatre campanes forestals, les melodies de les quals anunciaven el senyal horari de les campanes públiques, però això no està confirmat per fonts arxivístiques. Hi ha proves convincents que el terme es referia inicialment al costum medieval de fer sonar conjunts de quatre campanes d'església estirant els batedors mitjançant cordes. En alemany, a més d'utilitzar el terme francès, un carilló de vegades s'anomena Glockenspiel. No s'ha de confondre amb el glockenspiel, que de vegades s'anomena carillon en francès. Els parlants de neerlandès utilitzen la paraula beiaard, que té una etimologia incerta.
Un músic que toca el carilló és comunament anomenat carillonista , també manllevat del francès. Els angloparlants van adoptar el carilló, després de la introducció de l'instrument a les tropes britàniques després de la Guerra de Successió Espanyola al segle xviii. El 2018, la Federació Mundial de Carilló va adoptar carillonista com a terme preferit per a les seves comunicacions.

## Característiques

### Construcció

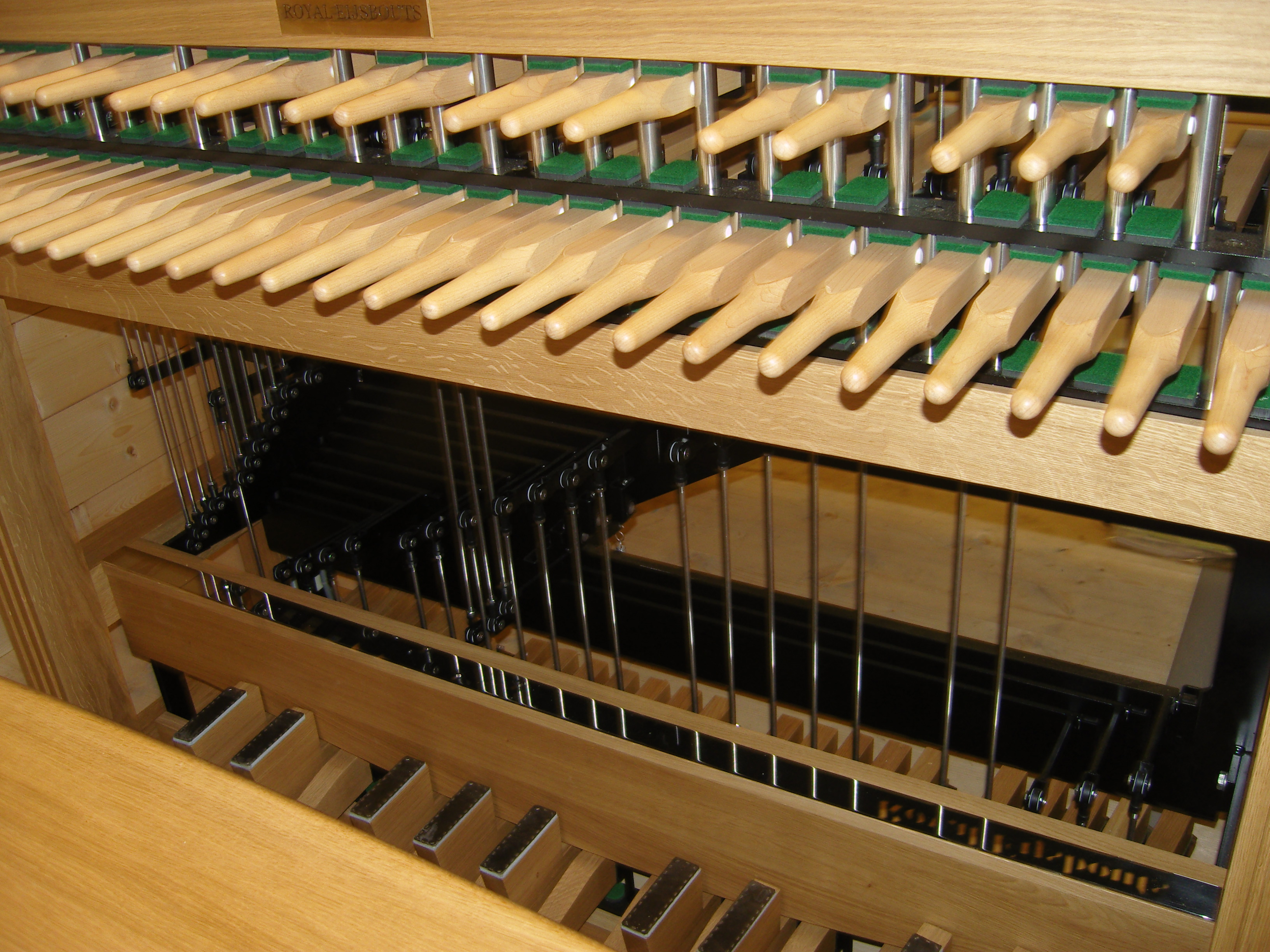
Consola del carilló de l’Church of the Sacred Heart of Cholet

El carilló és un instrument de teclat. Tot i que comparteix similituds amb altres instruments d'aquesta categoria, com l’orgue o el piano de pedals, la seva consola de tocar és única. Es toca amb les mans sobre un teclat manual compost per batuques arrodonides de fusta. El manual té tecles cromàtiques curtes (és a dir, tecles negres) elevades per sobre de les tecles diatòniques (tecles blanques) i disposades com un piano; tanmateix, estan separades, i les tecles cromàtiques s'eleven per sobre de la resta, uns 10 cm. Per operar, les tecles es premen amb el puny tancat. Les octaves més baixes, d'1,5 a 2,5, del manual, estan connectades a un teclat de pedals que es toca amb els peus. La connexió és directa, és a dir, que quan es prem un pedal, es prem la tecla corresponent del manual amb ell. Des de mitjans del segle XX, hi ha hagut dos estàndards de disseny de teclats que competeixen per a la consola d'un carilló: l'estàndard nord-americà i l'estàndard nord-europeu. Difereixen en diversos elements de disseny, com ara si els pedals exteriors es corben cap al centre o la distància específica a la qual es prem una tecla. El 2006, la Federació Mundial de Carilló va desenvolupar el teclat WCF 2006, que és un compromís entre els dos estàndards. L'organització recomana que el seu estàndard de teclat s'utilitzi com a guia a l'hora de construir nous carillons o renovar teclats existents.

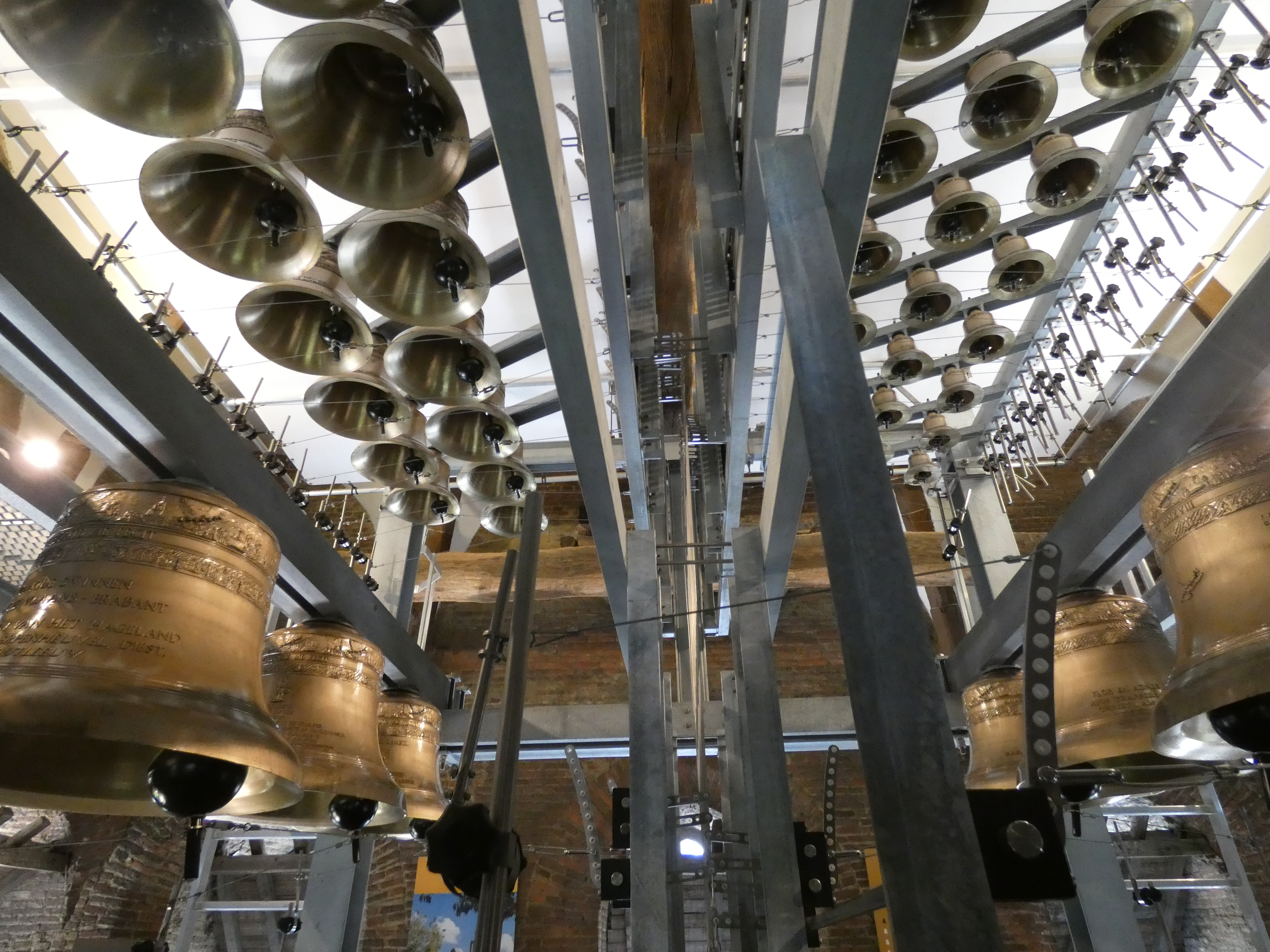
Vista de les campanes i el sistema de transmissió del Aarschot Peace Carillon

Cada tecla està connectada a un sistema de transmissió mitjançant un cable, generalment d'acer inoxidable. Quan es prem una tecla en particular, aquesta estira el cable que, després d'interactuar amb altres cables i politges, fa que un clatell oscil·li cap a la paret interior de la campana corresponent de la tecla. En repòs, aquests clatells mesuren entre 2 a 4 cm lluny de la paret de la campana. Les campanes petites estan equipades amb molles per tirar dels seus batedors cap enrere immediatament després del cop, de manera que la campana no soni més d'una vegada amb cada pulsació de tecla. Això no és necessari per a les campanes grans, que tenen batedors prou pesats. Immediatament a sobre de cada tecla hi ha un ajustador de cable anomenat tensor. Aquests permeten a l'intèrpret ajustar la longitud del cable, que sovint canvia amb les fluctuacions de temperatura.
Les campanes de bronze fos, en forma de copa, del carilló s'allotgen a la part superior d'una torre, en una estructura normalment feta d'acer o bigues de fusta. La disposició de les campanes depèn de l'espai, l'alçada i la construcció de la torre, i del nombre i la mida de les campanes. Quan les campanes més pesades són especialment grans, se solen col·locar sota la cabina de joc per aconseguir una millor distribució tonal. Les campanes en si no es mouen durant el funcionament, només els batedors. Amb alguns instruments, les campanes més pesades poden estar equipades amb un mecanisme que els permet balancejar-se.

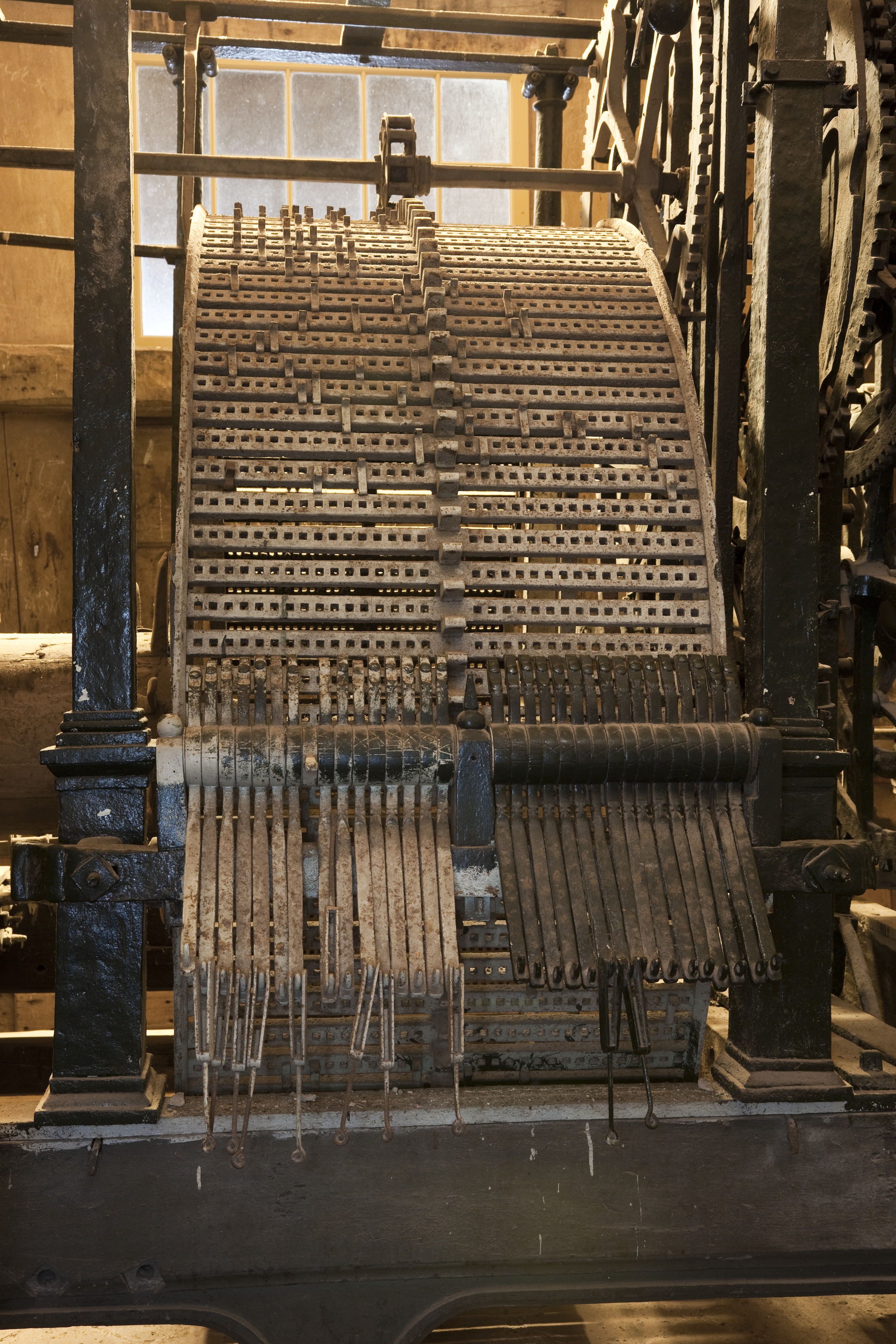
Grote of Sint-Catharijnekerk a Brielle, Països Baixos

### Mecanització amb rellotge i tambor tocant
Els carillons també poden tenir un mecanisme automàtic pel qual es toquen melodies senzilles o els Westminster Quarters a les campanes inferiors. El mecanisme dels carillons europeus sovint és un tambor, que és un gran cilindre metàl·lic connectat a un mecanisme de rellotge. Les clavilles metàl·liques es cargolen a l'exterior del tambor. Quan el mecanisme del rellotge posa el tambor en moviment, les clavilles s'enganxen a unes palanques, connectades a uns martells que descansen a poca distància de l'exterior de la campana. Els martells s'aixequen breument i després cauen sobre la campana mentre la clavilla continua girant allunyant-se de la palanca. Les clavilles estan disposades de manera que es poden programar melodies senzilles per tocar a quarts d'hora específics. A Amèrica del Nord, els sistemes de tambor automàtics no són habituals; en canvi, els carillons poden tenir sistemes pneumàtics que fan sonar l'instrument.

### So
Els carillons produeixen so colpejant campanes fixes, i es classifiquen com a idiòfons de percussió a la classificació d'instruments musicals de Hornbostel-Sachs (111.242.222 – conjunts de campanes amb percutors interns). Les campanes de carilló estan fetes de bronze de campana, un aliatge especialitzat de coure i estany utilitzat per la seva rigidesa i ressonància superiors a la mitjana. El perfil (forma) i el pes d'una campana determinen la seva nota i la qualitat del seu to. Per tant, a part dels canvis en el seu perfil, com ara l'esquerdament o la corrosió, una campana mai perdrà el seu so original. Produeix un so amb sobretons, també coneguts com a tons parcials, que no estan necessàriament relacionats harmònicament. Per produir una sèrie de tons agradables i relacionats harmònicament, el perfil de la campana s'ha d'ajustar acuradament. Els fundadors de campanes normalment se centren en cinc tons principals a l'hora d'afinar, sobretot el sobretó de tercera menor anomenat terç, que dóna lloc al so únic dels carillons i ha estat objecte de més investigacions, com ara la campana de tercera major. Com que el procés de fosa no produeix de manera fiable campanes perfectament afinades, es fonen una mica més gruixudes i el metall s'afaita amb un torn. En els carillons europeus més antics, les campanes s'afinaven entre si mitjançant el sistema d'afinació del temperament mig. Els carillons moderns, en particular els d'Amèrica del Nord, estan afinats al temperament igual.
| mostra sonora de Carilló                                       | mostra sonora de Carilló |
| -------------------------------------------------------------- | ------------------------ |
| [[:Image:\|"O Canada" i "God Save the King"]]                  |                          |
| [[Fitxer:\|180px\|noicon]]                                     |                          |
| El Carilló de la Torre de la Pau al Parlament canadenc el 1927 |                          |
|                                                                |                          |

El carilló té un rang dinàmic similar al d'un piano, si no més versàtil. A través de la variació del toc, els intèrprets poden expressar molts volums. Com més gran sigui la campana, més gran serà el seu rang dinàmic. Les campanes més grans també sonaran naturalment més fort que les campanes més petites i més agudes.
Juntament amb els orgues de tubs, els carillons es troben entre els instruments musicals més pesants del món. La majoria dels carillons pesen (comptant només el pes de les campanes) entre 4,5 i 15 tones, amb extrems que van des d'instruments molt lleugers 1 tona fins al més pesat del món amb més de 91 tones: el carilló commemoratiu Laura Spelman Rockefeller de l’església Riverside de la ciutat de Nova York, EUA. El seu bordó, o campana més gran, és la campana afinada més gran mai fosa per a un carilló. Sona una octava completa per sota de la majoria dels altres bordons. Tot el conjunt de campanes fixes i oscil·lants, batells i estructura d'acer pesa més de 226 tones.

### Rang
L'abast d'un carilló està determinat pel nombre de campanes que té. El nombre de campanes normalment depèn dels fons disponibles per a la creació de l'instrument: més diners permeten fondre més campanes, especialment les més grans i costoses. Generalment s'accepta que un carilló ha de tenir un mínim de 23 campanes, o si no s'anomena carilló. No hi ha un rang de to estàndard per al carilló, per la qual cosa s'utilitzen diverses subcategories per classificar-los:
- Els carillons amb 23 a 27 campanes i de 35 a 39 campanes es classifiquen com a carillons de dues i tres octaves, respectivament. Els intèrprets d'aquests instruments sovint utilitzen música escrita específicament per a registres limitats.[40]

- Un carilló de concert o estàndard sol tenir entre 45 i 50 campanes, o un rang d'unes quatre octaves.[41]

- Els carillons amb més de 50 campanes sovint s'anomenen carillons grans o grans.

- Els carillons de 15 a 22 campanes que es van construir abans de 1940 poden ser classificats com a carillons històrics per la Federació Mundial de Carillons.[42]

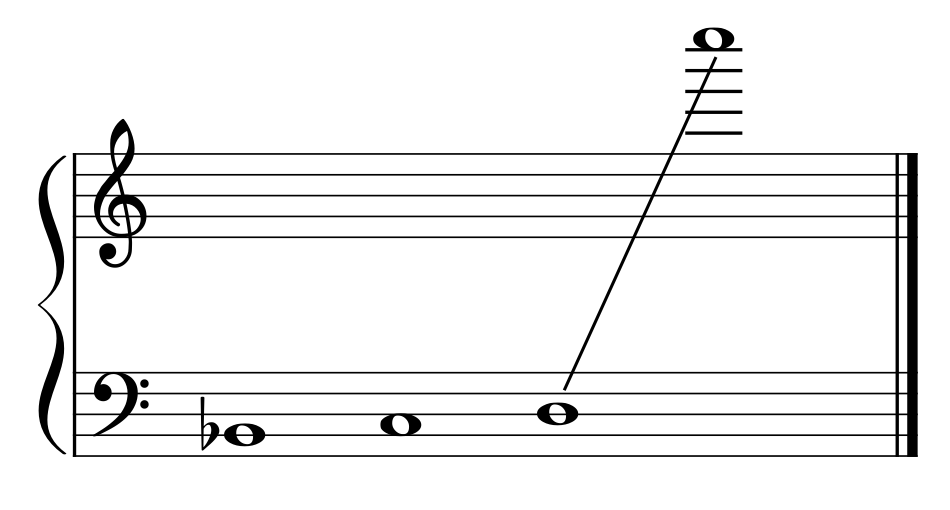
L'abast d'un carilló de 49 campanes amb una campana de Do ♯ que falta i una campana de Si ♭ addicional al baix

El mateix rang que la imatge superior representada en un teclat de piano (amb el Do central marcat en groc)

El títol de carilló més gran del món per nombre de campanes es comparteix entre dos instruments: el carilló de l'església presbiteriana Kirk in the Hills a Bloomfield Hills, Michigan, Estats Units, i el carilló de l’Daejeon Institute of Science and Technology (대전과학기술대학교) a Daejeon, Corea del Sud; tots dos tenen 77 campanes.
Com que un carilló poques vegades es toca en concert amb altres instruments, el seu bourdon pot tenir qualsevol to, el que sigui avantatjós per a la ubicació i els fons disponibles;  per simplificar l'escriptura i la interpretació de música, els teclats sovint tenen un compàs de Do. Com a resultat, molts carillons són instruments transpositors, especialment els que són petits, tenen moltes campanes o es van construir amb fons limitats. La transposició pot ser des d'una quarta justa fins a una octava. A Amèrica del Nord, s'ha instal·lat un nombre creixent de nous carillons en to de concert com a resultat del desig d'establir el carilló com un instrument de concert de ple dret.
Molts carillons, segons un C-compass, no tenen les campanes de Do i Mi més greus (equivalents a la segona i quarta campana més gran si s'haguessin inclòs). El motiu sovint és econòmic: si s'ometen aquestes campanes, la construcció d'un carilló es pot reduir significativament, de vegades en un 20 % per a instal·lacions grans. Des de principis del 1900, les instal·lacions europees sovint reintrodueixen la campana de Mi ♭, i en lloc d'afegir la campana de Do ♯, inclouen una campana de Si (que és una segona major per sota de la campana de Do-compass).

## El carilló automàtic
Els carillons automàtics són carillons amb una melodia fixa programada que substitueixen la percussió humana per un mecanisme que només s'ha de posar en moviment.
Es tracta d'un mecanisme senzill caracteritzat per un cilindre metàl·lic amb pertorbacions de naturalesa binària (només poden ser-hi o bé no ser-hi, i totes són iguals) localitzades de manera que, al moure's, topen amb el mecanisme d'acció de les campanes o les tecles associades a diferents notes de l'escala musical i provoquen el so d'una melodia.
Així doncs, les pertorbacions en el cilindre resulten ser melodies codificades. Per la seva naturalesa binària i mecànica, exemplifiquen els inicis de la història de la programació i la computació. Això dona rellevància i interés als mecanismes del carilló metàl·lic.
En el cas dels carillons d'església, els carillons automàtics són els responsables del so repetitiu que sona a les esglésies abans de les campanes que marquen l'hora. Podem trobar un so molt similar en alguns rellotges de paret amb campanes o tubs: aquests també sonen gràcies a un carilló automàtic. El mecanisme és idèntic als carillons de butxaca que es poden trobar en fires artesanals i sonen gràcies a petites tecles metàl·liques percutides directament per les pertorbacions.

## Història
L'instrument es va crear als Països Baixos al segle xvi, quan les esglésies de les riques ciutats neerlandeses van voler cridar l'atenció acústicament. Més tard es van crear carillons pagans per a edificis municipals importants, com ara els ajuntaments.
El mot carilló prové de quadrillon, un mecanisme que consisteix en quatre campanes per marcar les hores en rellotges públics (per exemple, el Big Ben de Londres).
Al Palau de la Generalitat de Catalunya hi ha un carilló de 49 campanes, amb un pes total de 4.898 quilos. Es va inaugurar el desembre del 1976, sota l'impuls de la carillonista M. Dolors Coll.

## Galeria

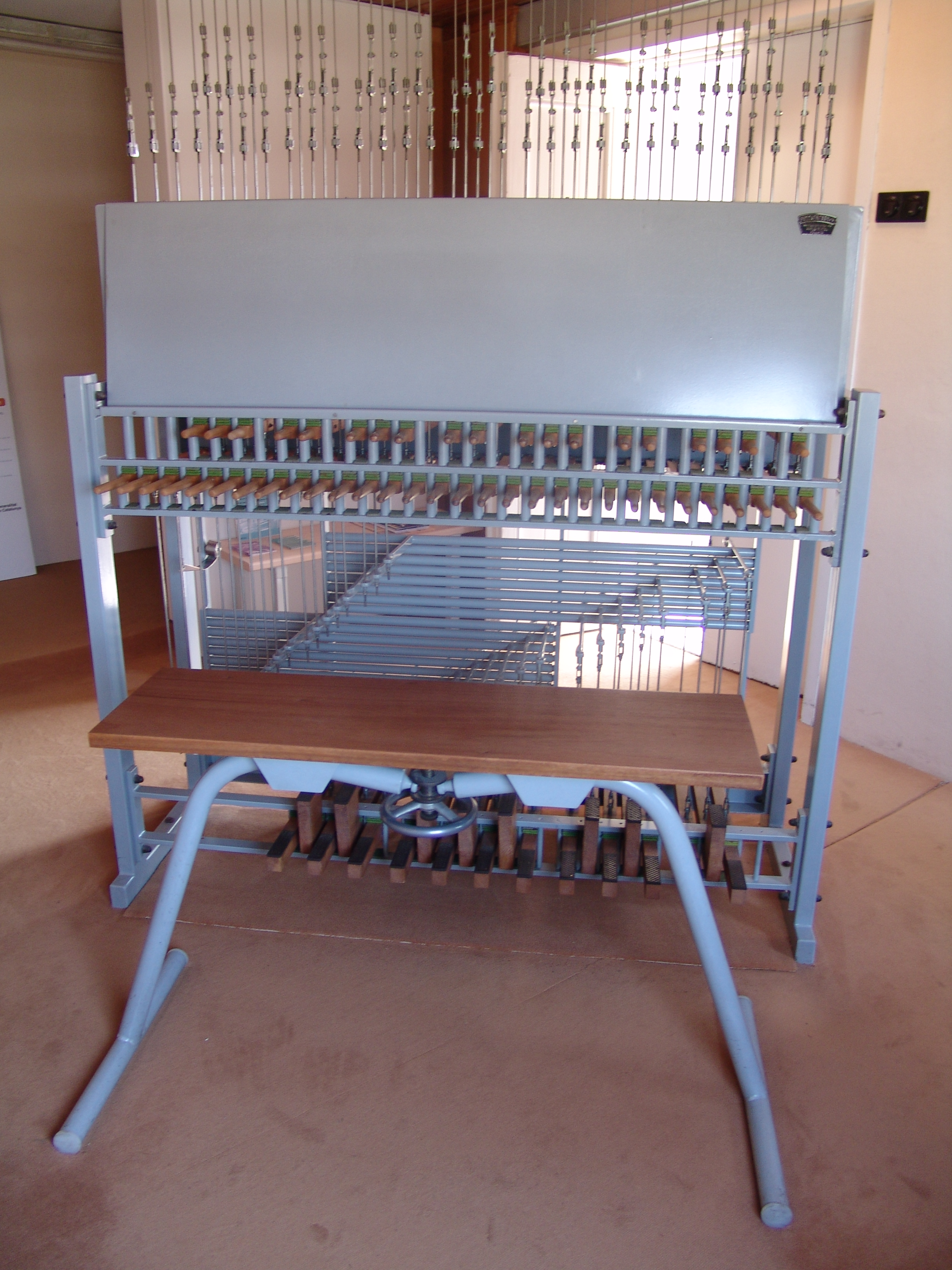
Carilló del Palau de la Generalitat de Catalunya
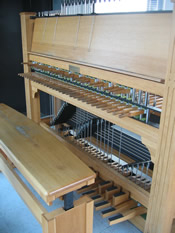
Teclat d'un carilló
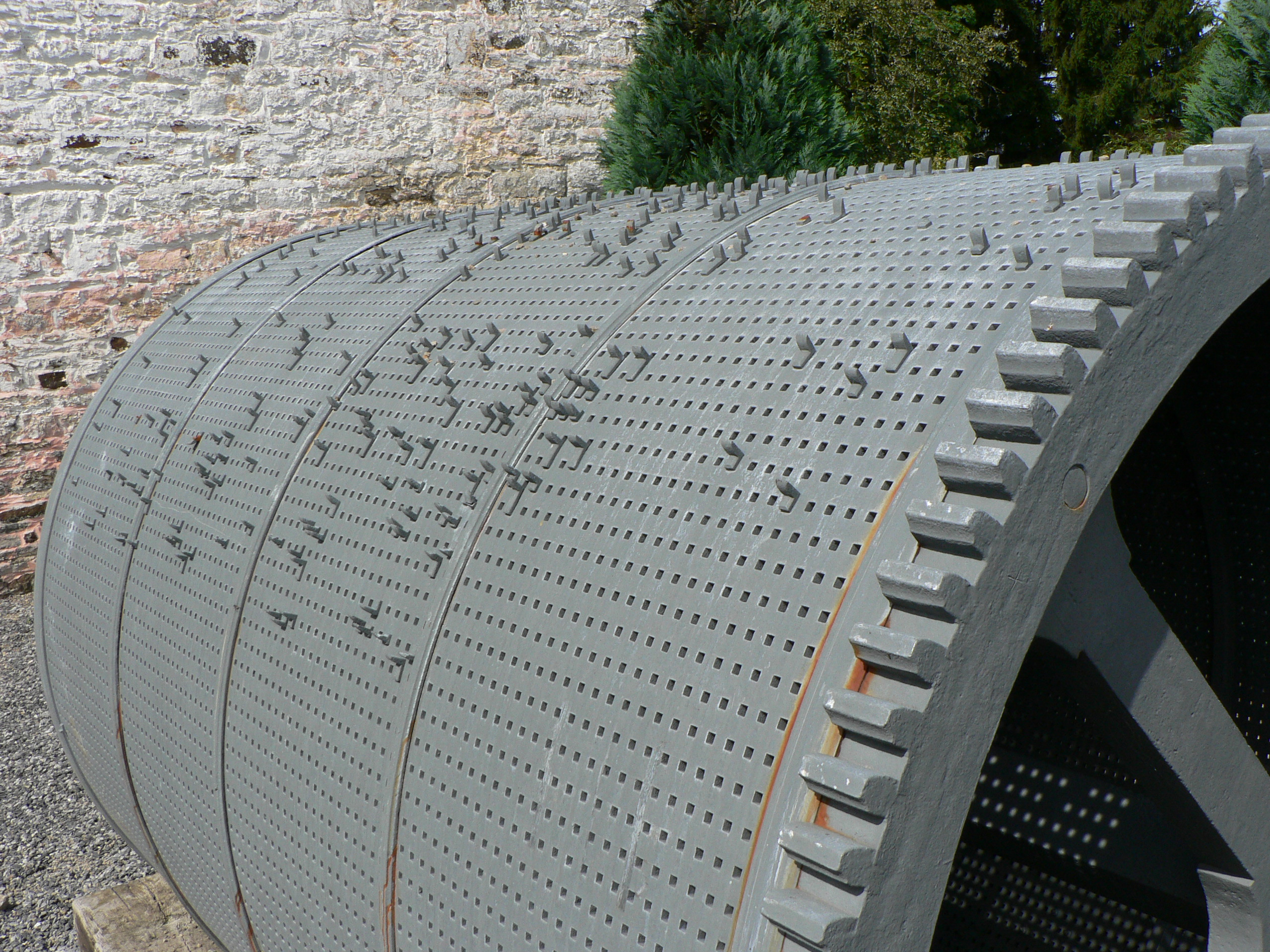
Cilindre per a un carilló automàtic
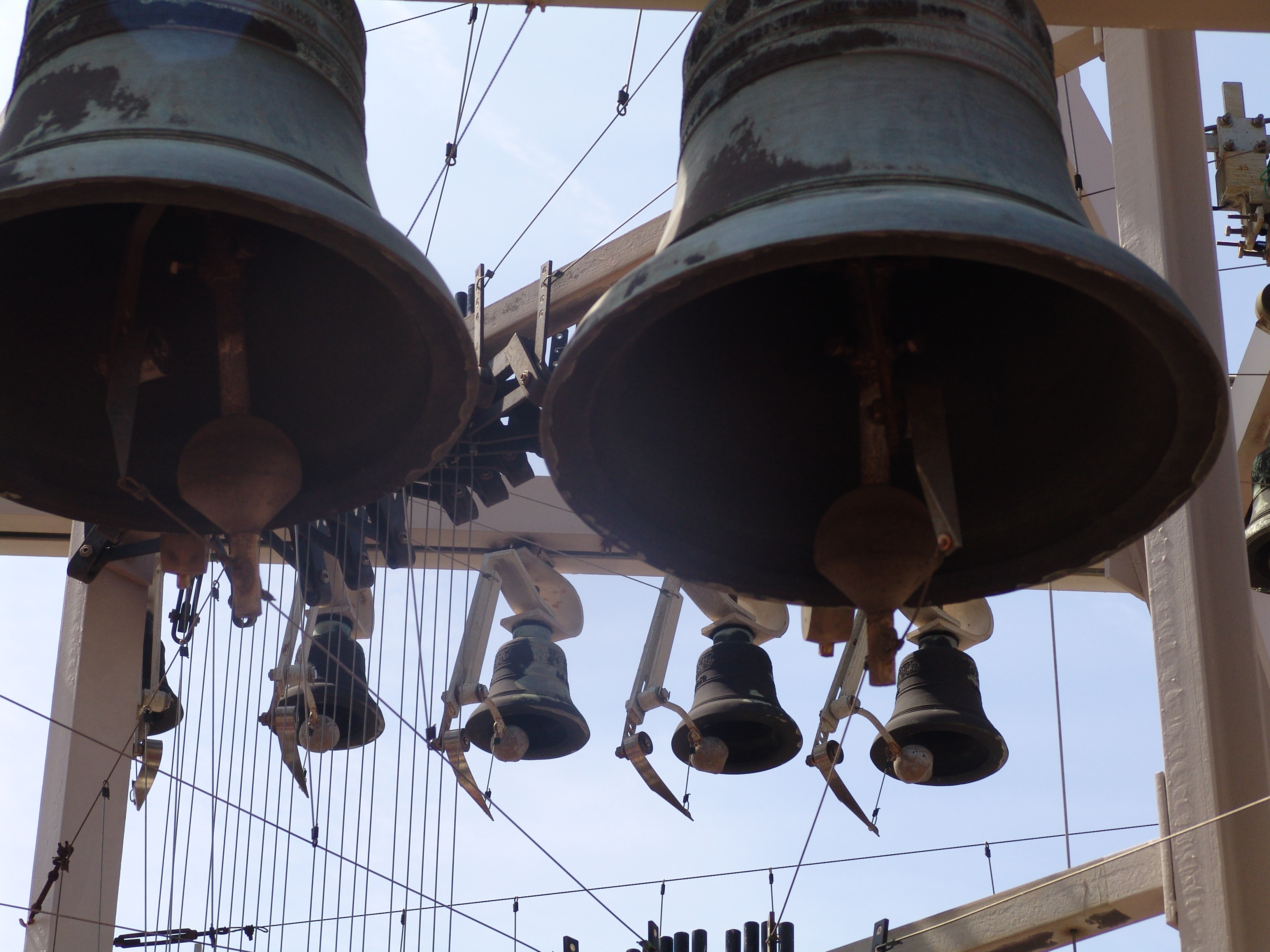
Campanes del carilló del Palau de la Generalitat